# Novia de vacaciones (novela)
Novia de vacaciones es la segunda novela del escritor argentino Gustavo Martínez Zuviría, más conocido por su seudónimo Hugo Wast. Salió al público en el año 1907.

## Sucesos

### Antecedentes
Este libro puede considerarse una consecuencia más del éxito de "Alegre". Sus editores le pidieron una obra inédita del mismo estilo para ser publicada en la Biblioteca Universal de la revista radicada en Barcelona "La Ilustración Artística".

### Redacción
Inicialmente tenía el título de "Pequeñas grandes almas", rebautizado después con el de "Novia de vacaciones". Así como la primera, aparece bajo el verdadero nombre de su autor, pero revela sobre aquella progresos en la técnica y en el lenguaje.

### Publicación
En 1907, año en que el entonces joven escritor obtiene el título de Doctor en Leyes, publica su segunda novela: Novia de vacaciones.

## Sinopsis
Angelina, una muchacha en la flor de su juventud, es enviada desde las tranquilas sierras de Córdoba hacia el aristocrático mundo de Buenos Aires, donde habitará en la portentosa casa de su tío el Sr. Smith. En su estadía tendrá que soportar varias cruces por parte de las mujeres de aquel hogar, ya que le harán la vida imposible, sumado al doloroso reencuentro con un antiguo novio que conoció en su pueblo natal que busca volver con ella, y otras falsas acusaciones que recibe constantemente. Al mismo tiempo, sin embargo, se hace amiga íntima de la más pequeña de las hijas de su tío, quien le servirá de apoyo en sus momentos de tribulación, así como a un anciano cura que la consuela con las máximas del Evangelio y que irá transformando el alma de la joven y sembrando en su alma la vocación del amor por medio de la caridad.